# Ностальгия (фильм)
«Ностальгия» (итал. Nostalghia) — советско-итальянская психологическая драма Андрея Тарковского, снятая в Италии в 1983 году. Тема фильма заявлена в названии, он раскрывает природу русской ностальгии, которая, по мысли режиссера, больше чем просто тоска. На Каннском кинофестивале 1983 года фильм получил приз за лучшую режиссуру, приз FIPRESCI и приз экуменического жюри.

## Сюжет
Русский писатель Андрей Горчаков приезжает в Италию  для изучения биографии русского композитора XVIII века Павла Сосновского (прототип — Максим Березовский). Переводчица Эуджения привозит его в монастырь в Тоскане, где находится фреска Пьеро делла Франческа, которую он давно мечтал увидеть. Однако по непонятной причине Андрей отказывается заходить в монастырь. Тоскуя по родине и по своей семье, он хочет, но не может вернуться домой. Далее они едут в гостиницу.
На следующее утро возле водолечебницы Андрей знакомится с местным сумасшедшим Доменико. После краха фашизма этот человек вышел из лечебницы для душевнобольных, а затем в течение семи лет держал свою семью взаперти, чтобы спасти ее от конца света. Теперь он живёт затворником в полуразрушенном доме. Андрей желает снова встретиться с ним. Доменико делится с ним своим взглядом на мир и утверждает, что математики ошибаются, что 1+1 не равно 2, но больше 1, и доказывает это двумя каплями оливкового масла. Герои сближаются, терзаемые каждый чувством одиночества и непонимания со стороны окружающих. Доменико рассказывает Андрею о своей навязчивой мысли — пройти с зажжённой свечой через минеральный источник и тем самым спасти Мир.
Андрей возвращается в гостиницу, где Эуджения тщетно пытается соблазнить его. В обиду она упрекает его в слабохарактерности, после чего уходит из гостиницы. Затем она уезжает в Рим со своим женихом Витторио, который совсем не интересуется ею.
Спустя некоторое время Андрей, закончив свое исследование, собирается вернуться в Россию. Ему звонит Эуджения и говорит, что случайно встретила Доменико, который спросил, выполнил ли Андрей свое обещание. Доменико, стоя на конной статуе императора Марка Аврелия, произносит речь о всемирном братстве людей и любви к природе, о необходимости вернуться в тот момент, с которого человечество свернуло с правильного пути. По окончании речи должна заиграть Девятая симфония, оратор готовится к самосожжению. С музыкой возникают неполадки, и симфония начинает играть, когда Доменико поджигает себя.
Тем временем Андрей приходит в высохший бассейн и пытается пройти с зажжённой свечой от одного конца  до другого. Когда ему удается сделать это, он умирает от сердечного приступа.
Фильм завершается символичной сценой, где Андрей сидит с собакой на фоне деревянного дома и развалин средневекового итальянского монастыря.

## Художественные особенности, культурная подоплёка и мотивы

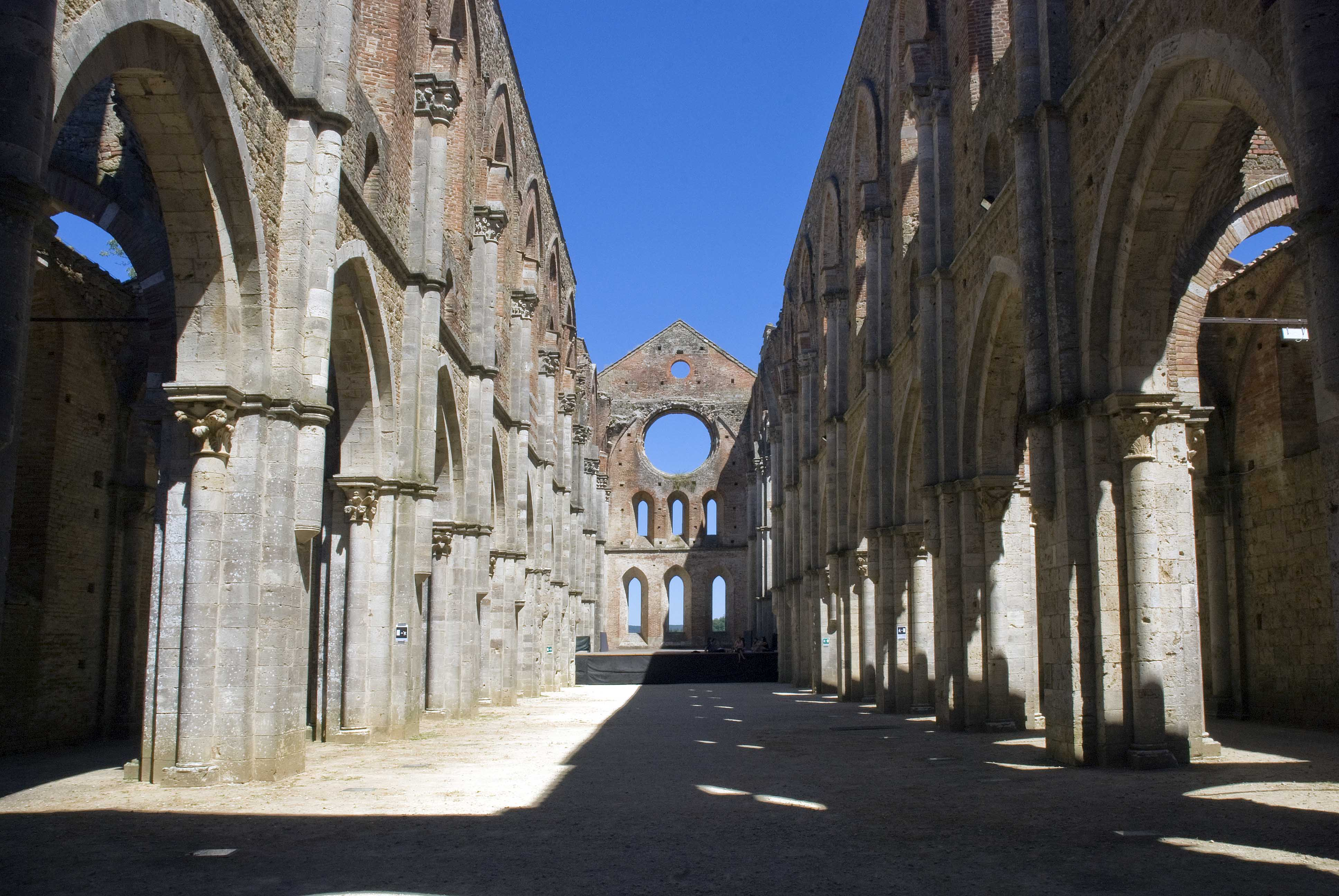
Для финальных кадров фильма Тарковский выбрал аббатство Сан Гальгано (Abbazia di San Galgano)

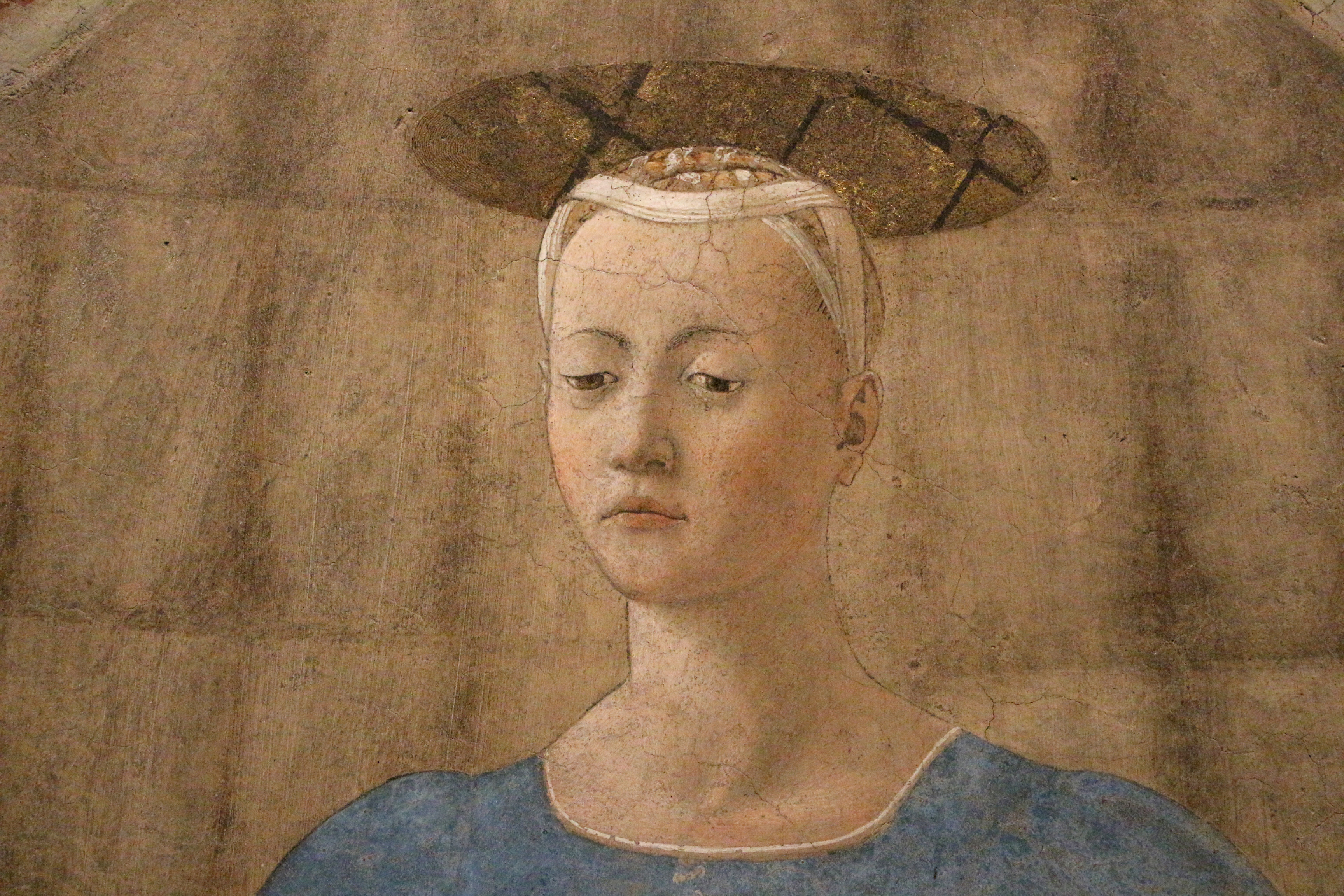
Пьеро делла Франческа — «Мадонна дель Парто» (около 1460г.), фреска, на которую долгое время мечтал посмотреть Горчаков

Сценарий «Ностальгии» был написан Тарковским совместно с Тонино Гуэррой. Идея фильма возникла у режиссёра во время путешествия по Италии: «Когда Андрей приехал и мы начали обдуманное и подготовленное мною знакомство со страной, то из совместных раздумий родился замысел „Ностальгии“, которая тоже есть, по сути, путешествие русского по Италии».
Тарковский полагал, что главную роль в «Ностальгии» будет играть его любимый актер Анатолий Солоницын, и тот, уже будучи больным раком, не терял надежды поехать в Италию на съемки. Но на главную роль был утвержден Олег Янковский.
«Ностальгия» продолжает мотивы остальных фильмов Тарковского. Путешествие Горчакова в Италию становится для героя таким же путешествием в глубины собственной души, как и полет на другую планету в «Солярисе» или путь к Зоне в «Сталкере». В фильме затрагивается мотив  двойничества: композитор Сосновский, как и Дикобраз из «Сталкера», персонаж закадровый, но его судьба отображается в судьбе главного героя.  
В фильме противопоставляются пейзажи глухой русской деревни и  каменных улочек Италии. Из-за состояния меланхолии Горчаков полностью погружается в свои размышления и воспоминания о России, из-за этого не может наслаждаться видами Италии и фресками любимых художников. Горчаков также отдаляется от своей спутницы и переводчицы — Эуджении, которая пытается вовлечь его в разговор о стихах Арсения Тарковского (отца режиссёра), но Горчаков отвергает чтение книги, мотивируя это тем, что поэзию нельзя перевести.  
Помимо тоски по родине, ещё одна тема «Ностальгии» — кризисное состояние современного человека. Горчаков, терзаемый размышлениями, встречает в Италии того, кто готов принять на себя бремя искупления человечества — Доменико. Роль полубезумного Доменико исполнил шведский актер Эрланд Юозефсон, сыгравший и в последнем фильме Тарковского — «Жертвоприношение». Именно его персонажам (Доменико и Александру) предстоит искупать грехи мира. Впервые Горчаков встречает Доменико во время посещения бассейна Святой Екатерины. Примечательно, что святая Екатерина Сиенская была сторонником воссоединения Восточной (Православной) церкви с Западной (Римско-Католической) во время Великого раскола церкви, что перекликается с фразой, ранее сказанной Андреем, о необходимости «разрушить государственные границы».  
Эротизм некоторых сцен отсылает к картинам Сальвадора Дали и Данте Россетти. Прерафаэлитовые волосы главной героини встречаются и в «Зеркале» Тарковского. Большинство сцен по-театральному статичны и симметричны. Мощи Екатерины Сиенской находятся в римской базилике Санта-Мария-сопра-Минерва, около которой расположена статуя слона Бернини, которую можно увидеть на картине Дали «Искушения святого Антония». Из книги Майи Туровской «7 с 1/2, или Фильмы Андрея Тарковского»:
Это было настоящее место для душевного кризиса, где чувствовать себя можно «только плохо». Неуют реального гостиничного номера послужил лишь толчком для воображения, для реализации того «пейзажа души», который — как и всегда у Тарковского — преображал внешнюю действительность по своему образу и подобию. Комната была «переодета» для съемок: вместо безличного светлого дерева, которым без претензий был обставлен средней руки номер, появилась оштукатуренная стена в потеках, железная спинка кровати, импортированная прямо из «Сталкера», и проем двери в ванную с круглым зеркалом и характерным венским стулом.

Как и в остальных фильмах Тарковского, в «Ностальгии» появляется образ отчего дома, который главный герой вспоминает или видит в своих снах. 

«Леди Лилит», Д. Г. Россетти. 1868 г., Художественный музей Делавэра, Делавэр

## В ролях
- Олег Янковский — Андрей Горчаков
- Эрланд Юзефсон — Доменико
- Домициана Джордано — Эуджения
- Патриция Террено — жена Горчакова
- Лаура де Марки — горничная
- Делия Боккардо — жена Доменико
- Милена Вукотич — госслужащая

## Съёмочная группа
- Авторы сценария: Андрей Тарковский, Тонино Гуэрра
- Режиссёр-постановщик: Андрей Тарковский
- Оператор-постановщик: Джузеппе Ланчи
- Художник-постановщик: Андреа Кризанти
- Звукорежиссёр: Евгения Потоцкая

## Приём
Тарковский частично разделил судьбу Горчакова. Уехав на работу в Италию, вернуться в Россию уже не смог. Через год после награждения на Каннском кинофестивале за фильм «Ностальгия», режиссер объявил о своем решении не возвращаться в Советский Союз. Хотя сам Тарковский и не считал себя диссидентом, он отрицательно отзывался о власти. В дневнике он писал:
«Я завидую всем, кто способен заниматься своей работой независимо от государства… Какая хамская власть! Разве нужна ей литература, поэзия, музыка, живопись, кино? Нет, наоборот. Я хочу работы, больше ничего. Работы! Разве не дико, не преступление, что режиссёр, которого в прессе в Италии назвали гениальным, сидит без работы? А мне, честно говоря, кажется, что это просто месть посредственности, которая пробилась к руководству. Ведь посредственность ненавидит художников, а наша власть сплошь состоит из посредственностей»
На сегодняшний день «Ностальгия» — одно из недооценённых и малопопулярных произведений Тарковского.
В видеоигре The Witness игрок, в награду за обнаружение труднодоступных мест, может просмотреть во внутриигровом кинотеатре один из шести видеороликов. Один из роликов демонстрирует сцену со свечой из «Ностальгии».

## Музыка
- В фильме использована музыка Верди (Реквием), Бетховена (Симфония № 9). Русский народный напев исполняет Ольга Федосеевна Сергеева

## Награды
- Приз за лучшую режиссуру, который Тарковский разделил с французским режиссёром Робером Брессоном («Деньги»), премия ФИПРЕССИ и экуменического жюри на XXXVI Международном кинофестивале в Каннах (Франция) в 1983 году.

## В поп-культуре
- В 2018 году московский стрит-артист Zoom изобразил на кирпичной стене дома в 1-й Щипковском переулке рядом с тем местом, где находился дом Тарковских, сцену из фильма: писатель Андрей Горчаков идёт со свечой в руке; настоящая горящая свеча спрятана в небольшой нише[7].